# Idiograma
Idiograma é um esquema dos cromossomos de uma determinada espécie. Ele pode mostrar informações simples como o tipo de cromossomo (localização do centrômero), tamanho dos braços e bandeamentos.
A representação do cariótipo pode ser um cariograma (imagem dos cromossomos) ou um idiograma (esquema dos cromossomos), e é ele quem fornece as informações substanciais para o estabelecimento das relações entre espécies, com respeito à organização dos cromossomos. Além das colorações ditas como convencionais (Giemsa, Orceína Acética, reativo de Schiff, hematoxilina/eosina, etc.), podem ser aplicadas nos cromossomos metodologias que identificam "bandas". Os bandamentos (C, G, Q, R, Ag-RON) são importantes para a identificação de cromossomos homólogos e homeólogos, e na caracterização de polimorfismos ou de relações de parentesco entre espécies próximas, distinguindo possíveis rearranjos cromossômicos. O Cariograma é a representação do conjunto de cromossomas presentes numa célula de um indivíduo, ordenados em pares de homólogos. Os cromossomos do par 23 são idênticos na mulher e diferentes no homem e denominam-se cromossomas sexuais. Os outros 22 pares de cromossomas denominam-se autossomas.
Cariograma é o nome dado a uma fotografia dos cromossomas, em que estes são ordenados, esquematicamente, juntando os pares de cromossomas homólogos, de forma a permitir o estudo do cariótipo do ser vivo em questão (diploide). No caso de seres poliploides, os cromossomas não ficarão aos pares, porque o cariótipo, nesses casos, é copiado mais de uma vez.

## Não confundir com
- Ideograma